# Vimercate
Vimercate é uma comuna italiana da região da Lombardia, província de Monza e Brianza, com cerca de 25.578 habitantes. Estende-se por uma área de 20,67 km², tendo uma densidade populacional de 1237,44 hab/km². Faz fronteira com Usmate Velate, Bernareggio, Carnate, Sulbiate, Arcore, Bellusco, Ornago, Concorezzo, Burago di Molgora, Agrate Brianza.

## Demografia
| Variação demográfica do município entre 1861 e 2011                               |
|                                                                                   |
| Fonte: Istituto Nazionale di Statistica (ISTAT) - Elaboração gráfica da Wikipedia |